# Anetta Breczko
Anetta Breczko – polska prawnik, doktor habilitowany nauk prawnych, profesor uczelni w Uniwersytecie w Białymstoku, specjalności naukowe: teoria państwa i prawa, wstęp do nauk prawnych.

## Życiorys
W 1996 na podstawie napisanej pod kierunkiem Adama Jamróza rozprawy pt. Prawo a moralność na gruncie polskiego powojennego prawoznawstwa otrzymała na Wydziale Prawa Uniwersytetu w Białymstoku stopień naukowy doktora nauk prawnych w zakresie prawa, specjalność: teoria prawa. Tam też na podstawie dorobku naukowego oraz rozprawy pt. Podmiotowość prawna człowieka w warunkach postępu biotechnomedycznego w 2012 uzyskała stopień naukowy doktora habilitowanego nauk prawnych (dyscyplina: prawo, specjalność: filozofia prawa).
Został profesorem nadzwyczajnym Uniwersytetu w Białymstoku na Wydziale Prawa w Katedrze Nauk Historyczno-Prawnych, Teorii i Filozofii Prawa oraz Komparatystyki Prawniczej. Była nauczycielem akademickim w Wyższej Szkole Ekonomiczna w Białymstoku w Katedrze Polityki Ekonomicznej, Społecznej i Regionalnej oraz w Wyższej Szkoły Administracji Publicznej im. Stanisława Staszica w Białymstoku.